# Platanthera sachalinensis
Platanthera sachalinensis är en orkidéart som beskrevs av Friedrich Schmidt. Platanthera sachalinensis ingår i släktet nattvioler, och familjen orkidéer. Inga underarter finns listade i Catalogue of Life.

## Bildgalleri

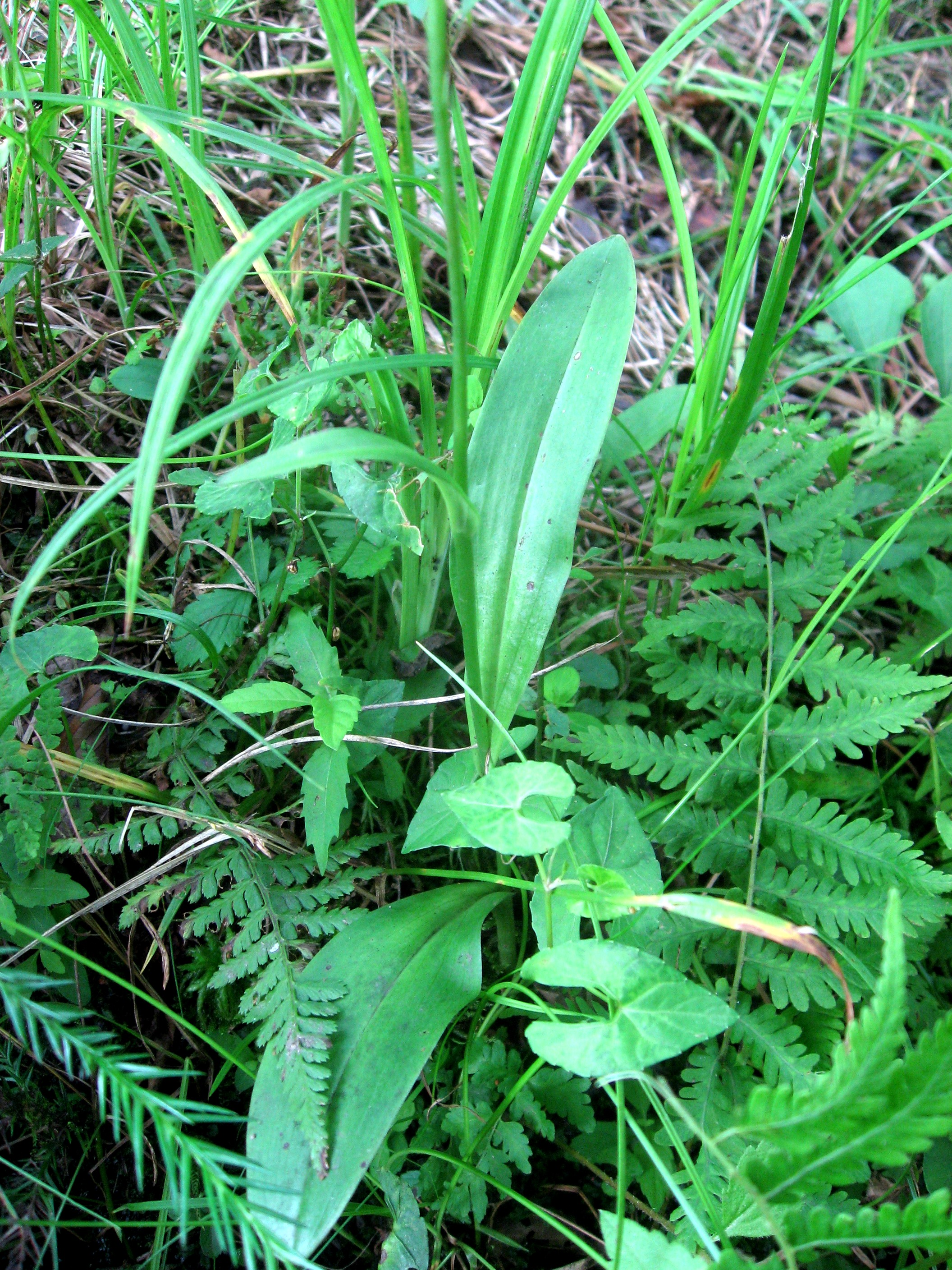
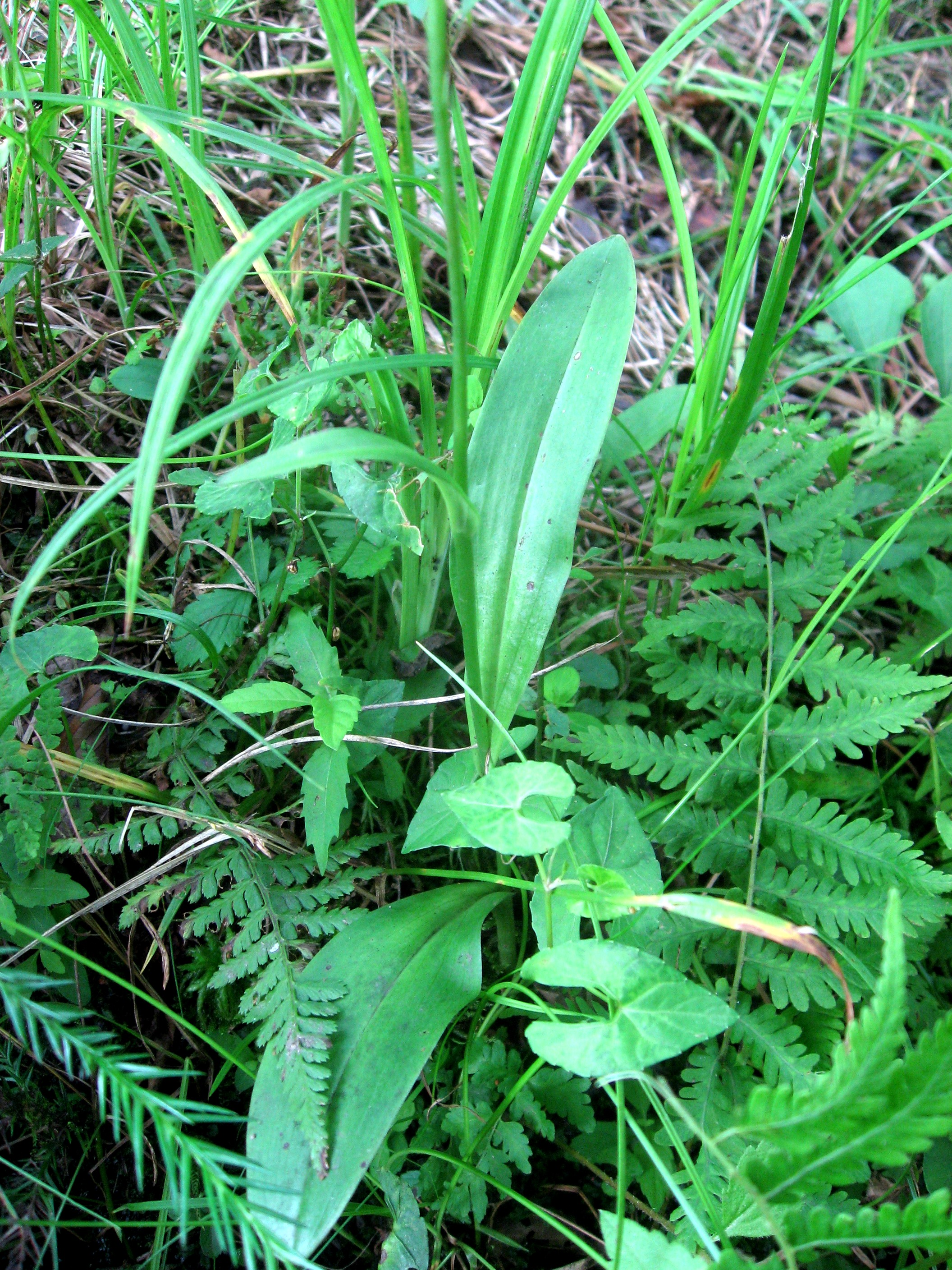